# Mato Grande
Mato Grande es una localidad caboverdiana del municipio de Brava.

## Geografía
La localidad está situada en la isla Brava.

## Organización territorial
La localidad abarca los lugares y barrios de:
- Baleia
- Cutelo Pelone
- Garça
- Mato Grande
- Mina
- Pai Luiz
- Teal